# Щербицька Аріадна Гаврилівна
Аріа́дна (Рада) Гаври́лівна Щерби́цька (до шлюбу Жеромська; 15 листопада 1923, Таганрог — 11 листопада 2015, Київ) — перша леді УРСР, дружина колишнього керівника УРСР, першого секретаря Комуністичної партії України, члена Політбюро ЦК КПРС, голови Ради міністрів УРСР Володимира Щербицького. Близько 30 років викладала російську мову та літературу у київській школі № 57.

## Біографічні дані
Народилася 15 листопада 1923 року в місті Таганрог у родині польського інженера.
У 22-річному віці у Тбілісі зустрілася з 27-річним Володимиром Щербицьким, який у той час у званні капітана Радянської армії проходив військову службу в танковій бригаді Закавказького військового округу. Одружилися 13 листопада 1945 року.
Під час строкатої кар'єри чоловіка як партійного та державного діяча вона завжди супроводжувала чоловіка за місцем його роботи.
Після остаточного переїзду Володимира Щербицького в Київ до пенсійного віку працювала вчителем у середній школі № 57 по Прорізній вулиці, 19. Отримала звання «Заслужений учитель України».

Могила Аріадни Щербицької та її родини, Байкове кладовище

Оскільки Українська РСР була членом ООН і мала власне Міністерство закордонних справ України, при регулярних перебуваннях у ній глав іноземних держав, з 1972 по 1989 роки, Аріадні Гаврилівні доводилося виконувати дуже відповідальну роль першої леді країни, очолюючи культурні та екскурсійні заходи для дружин глав іноземних країн.
В останні роки життя хворіла, перенесла інсульт, була прикута до ліжка. Померла 11 листопада 2015 року, за чотири дні до свого 92-го дня народження. Похована на Байковому кладовищі разом із родиною, неподалік від чоловіка (ділянка № 7).

### Родина
Син Валерій (1946—1991) — інженер, кандидат технічних наук. Мав важку наркологічну залежність. Залишив по собі сина Юрія.
Дочка Ольга (1953—2014) — шкільний педагог, закінчила романо-германський факультет Київського національного університету імені Шевченка. Померла 2014 року після тривалої хвороби у клінічній лікарні «Феофанія». Двічі була одружена: з болгарським консулом у Києві Цвєтаном Ночевим, а згодом — із болгарським бізнесменом Бориславом Діонісієвим. Її дочка Рада проживає в Болгарії.